# Thompson Nunataks
Thompson Nunataks är nunataker i Antarktis. De ligger i Västantarktis. Chile gör anspråk på området.